# Pristimantis eurydactylus
Pristimantis eurydactylus là một loài động vật lưỡng cư trong họ Strabomantidae, thuộc bộ Anura. Loài này được Hedges & Schlüter miêu tả khoa học đầu tiên năm 1992.